# Батта, Андраш
Андра́ш Ба́тта (венг. Batta András; род. 30 сентября 1953, Будапешт) — венгерский музыковед, с 2022 года директор Дома венгерской музыки.

## Биография
Окончил Будапештскую музыкальную академию имени Листа. С 1977 года преподаватель Академии, в период с 2004 года по 31 октября 2013 года ректор Академии. Имеет ученую степень доктора наук. В настоящее время продолжает трудиться в должности профессора Академии и комиссара Правительства Венгрии по вопросам классической музыки.
Автор книги об австро-венгерской оперетте «Мечта, мечта, сладкая мечта» (венг. Álom, álom, édes álom; 1992), составитель справочника «Опера: композиторы, произведения, исполнители» (англ. Opera: Composers, Works, Performers; 2000, совместно с Зигрид Неф).